# Josep Antoni de Rubí i de Boixadors
Josep Antoni de Rubí i de Boixadors (Barcelona, 14 de maig de 1669, Brussel·les, 31 de desembre de 1740), el marquès de Rubí, fou un militar català.
El 1694 el rei Carles II li va atorgar el títol de marquès, pels mèrits militars del seu pare, Pere de Rubí i Sabater, que es va distingir al comandament d'un terç el 1673 en la Guerra Francoholandesa i que el 25 de juny de 1693 quan va morir d'una ferida de guerra quan defensava de Roses contra els francesos.

## Biografia
El 1700, a Barcelona va ser un dels fundadors de l'Acadèmia dels Desconfiats,  una acadèmia de lletres que promovia l'estudi de la història, la llengua i la poesia catalanes.
De Rubí fou capità de la Coronela de la ciutat de Barcelona els anys 1705 i 1706, quan fou nomenat ajudant general de Carles III d'Espanya. Va ser una dels homes que van habilitar les corts austriacistes de Catalunya el 1706. Va passar a ser coronel del Regiment núm. 3 «La Reina» el 1707 i 1708, comandant d'artilleria coronel general del cos el 1709, amb el que va participar en l'ofensiva de 1710 i va participar en la batalla de Monte de Torrero, a prop de Saragossa.
El 1713 fou nomenat Lloctinent del Regne de Mallorca, i després de la signatura del tractat d'Utrecht, es va negar a lliurar els regne de Mallorca a Felip V d'Espanya, aixecà la Coronela de Mallorca, seguint l'organització militar de Barcelona, i hi vehiculà l'enviament de subministraments durant el setge de 1713-1714.
Mallorca i les Pitiüses van capitular l'11 de juliol de 1715 després de la campanya borbònica iniciada el juny del 1715. El marquès marxa a Viena, on és nomenat el 1717 Virrei de Sardenya per dirigir la retirada de l'illa juntament amb Jaume de Carreras i del Portal, abandonada el mes de novembre per complir amb el tractat d'Utrecht que intercanviava Sardenya pel Regne de Sicília. El 29 d'octubre de 1723, fou ascendit al grau de Feldmarschall, el màxim grau de l'Exèrcit Imperial.
El juny del 1734 va ser nomenat virrei del Regne de Nàpols durant la Guerra de Successió polonesa, però després de la batalla de San Pietro i de la batalla de Guastalla l'ocupació borbònica del Regne de Nàpols i el Regne de Sicília es trobava ja molt avançada i va optar per traslladar-se a Malta.
Els darrers anys de la seva vida va ser governador de la ciutadella d'Anvers, als Països Baixos Austríacs. Va rebre una prebenda anuals de 13.000 florins, un sou considerable per aquest temps. Hi va viure en una casa del duc d'Ursel, que en va encarregar la modernització a l'arquitecte J.P. van Baurscheit el Jove. El 2021, la comunitat catalana de Bèlgica ha fet un homenatge al marquès de Rubí, que després del Tractat d'Utrecht es va negar a lliurar el Regne de Mallorca a Felip V i es va mantenir sempre fidel a Àustria. Va ser sebollit a la capella Mondragó de la ciutadella, que va ser desmantellat al segle xix.
Josep Antoni amb la seva esposa Maria Isabel de Corbera-Santcliment va tenir tres fills: Salvador, Teresa i Maria Francesca, que es casà amb Francesc Pignatelli i d'Aimeric, germà de la comtessa d'Altham. El primer fill va heretar el títol de Marquès i va poder retornar a Catalunya el 1747.